# Myopsina
A Myopsina a fejlábúak (Cephalopoda) osztályába és a kalmárok (Teuthida) rendjébe tartozó alrend.

## Rendszerezés
Az alrendbe az alábbi  családok tartoznak:
- Loliginidae
  - Loligo Lamarck, 1798
    - közönséges kalmár (Loligo vulgaris)
    - észak-amerikai kalmár (Doryteuthis opalescens)
    - karibi korallkalmár (Sepioteuthis sepioidea) 

  - Loliolus Steenstrup, 1856
  - Lolliguncula Steenstrup, 1881
  - Pickfordiateuthis Voss, 1953
  - Sepioteuthis Blainville, 1824
  - Uroteuthis Rehder, 1945

- Australiteuthidae
  - Australiteuthis
    - A. aldrichi